# Lombardisch-venetianische Eisenbahnen
A Lombardisch-venetianische Eisenbahnen (magyarul: Lombard-velencei Vasutak) több vasúttársaság volt az egykori Ausztria olaszországi részén.

## Eisenbahnen Mailand–Monza és Mailand–Monza–Como
Az első vasútvonal a Lombard–Velencei Királyságban épült Milánó-Monza között IR priv Strada Ferrata da Milano a Monza néven. 1840 augusztus 17-én nyílt meg. A 13 km hosszú vonal a második legrégebbi vasút az egykori Osztrák-Magyar Monarchiában.

## Lombardisch-venetianische Ferdinands-Bahn (LVF)
A k.k. priv. lombardisch-venetianische Ferdinands-Bahn 1837-ben azzal a céllal alakult, hogy vasúti összeköttetést teremtsen Milánó és Velence között. Bár a társaság hamarosan pénzügyi nehézségekbe ütközött, de 1846 január 11-én a lagúna hidat megnyitották Velencébe. Ezt a 3602,18 m hosszú szerkezet tartják az egyik legfontosabbnak az európai kontinensen a korai vasútépítésében. A kétvágányú híd egy egy vízvezetéket is hordoz, amellyel Velence függetlenné vált az eddig csak vízi úton tölthető vízellátó tartályoktól.
1852-ig megnyíltak a Verona-Velence és Milánó-Treviglio szakaszok is.
1852 június 9-én a LVF-et megvásárolta az állam mint a Lombardisch-venetianischen Staatsbahn második részét.

## Lombardisch-venetianische Staatsbahn (LVStB)
A Lombardisch-venetianischen Staatsbahn a Miláno-Monza és a Milánó-Monza-Como (1851) továbbá a Lombardisch-venetianischen Ferdinands-Bahn (1852) vasútvonalak államosításával jött létre.
Már 1856 július 1-én újra privatizálták, mint k.k. priv. lombardisch-venetianische und central-italienische Eisenbahn-Gesellschaft.

## Lombardisch-venetianische und central-italienische Eisenbahn-Gesellschaft (LVCI)
A k.k. priv. lombardisch-venetianische und central-italienische Eisenbahn-Gesellschaft  1856-ban a Lombardisch-venetianischen Staatsbahn privatizálásával jött létre.
1858 szeptember 3-án egyesült az újonnan alapított Déli Vasúttal.

## Strade Ferrát dell'Alta Italia (SFAI)
Amikor Ausztria 1866-ban a háború eredményeként elvesztette uralmát Észak-Olaszország (Veneto, Lombardia) felett, a Déli Vasúttársaság hálózatának nagy része az új Olasz Királyságé lett. A Déli Vasút Társaság megosztódott. A Strade Ferrát dell'Alta Italia (SFAI) vette át a Déli Vasúttársaság újonnan létrehozott olasz hálózatát, valamint a többi vasúti eszközét és járműparkját Olaszországban. Ehhez jött még 1885-ben az Adriai Vasút hálózata és ezzel együtt 1905-ben az olasz állami vasút a Ferrovie dello Stato része lettek.

## Vonalai
- Milánó–Monza–Como
- országhatár bei Magenta–Milánó
- Milánó–Velence
- Verona–országhatár bei Ala
- Verona–Mantua
- Padova–országhatár bei Ferrara
- Mestre–Udine
- Udine–országhatár bei Cormons

## Fordítás
- Ez a szócikk részben vagy egészben  a   Lombardisch-venetianische Eisenbahnen című német Wikipédia-szócikk fordításán alapul.  Az eredeti cikk szerkesztőit annak laptörténete sorolja fel. Ez a jelzés csupán a megfogalmazás eredetét és a szerzői jogokat jelzi, nem szolgál a cikkben szereplő információk forrásmegjelöléseként.-Az eredeti szócikk forrásai szintén ott találhatóak.